# 艾因迪夫拉
艾因迪夫拉（阿拉伯语：‎）位于阿尔及利亚北部，是艾因迪夫拉省的首府。

## 友好城市
- 法國 勒泽